# German Experimental Space Surveillance and Tracking Radar
Das German Experimental Space Surveillance and Tracking Radar (GESTRA) ist ein Phased-Array Radarsystem zur Überwachung von Weltraumobjekten im erdnahen Orbit.
Das Deutsche Zentrum für Luft- und Raumfahrt (DLR) beauftragte das Fraunhofer-Institut für Hochfrequenzphysik und Radartechnik (FHR) im Jahr 2015 mit der Entwicklung und dem Bau eines Weltraumradars, um Weltraummüll besser überwachen zu können. Das teilmobile Radarsystem besteht aus einem separaten Sende- und Empfangssystem in getrennten Containern und basiert auf Phased-Array-Antennen.
Standort des Systems ist das Bundeswehrgelände auf dem Standortübungsplatz Koblenz-Schmidtenhöhe.
Im September 2020 wurde GESTRA an das DLR sowie das Weltraumlagezentrum übergeben, von dem das System betrieben wird. Im November 2020 wurden damit erste Objekte im Erdorbit entdeckt; der operative Betrieb begann Mitte 2021.
Mit den Daten von GESTRA soll ein deutscher Katalog für Weltraumschrott aufgebaut werden, der die bestehenden Kataloge der USA und der EU (European Space Surveillance and Tracking (EUSST)) ergänzt. Falls ein bestimmtes Objekt im Weltraum genauer untersucht werden soll, kann dies über das Weltraumbeobachtungssystem TIRA verfolgt und abgebildet werden.